# Ceracis militaris
Ceracis militaris es una especie de coleóptero de la familia Ciidae.

## Distribución geográfica
Habita en México y San Vicente y las Granadinas.